# Tim Wallburger
Tim Wallburger (ur. 18 sierpnia 1989 w Dreźnie) – niemiecki pływak, mistrz Europy, wicemistrz Europy (basen 25 m).
Największym jego sukcesem jest złoty medal mistrzostw Europy w Debreczynie w 2012 roku wraz ze sztafetą 4 x 200 metrów stylem dowolnym.
Uczestnik igrzysk olimpijskich w Londynie (2012) w sztafecie 4 x 200 m stylem dowolnym (4. miejsce).